# Slavjanskij Bulvar
Slavjanskij Bulvar (ryska: Славянский бульвар) är en tunnelbanestation på Arbatsko–Pokrovskaja-linjen i Moskvas tunnelbana.
Stationen är dekorerad med metallelement i jugendstil, inspirerade av Hector Guimards berömda nedgångar till flera av Paris tunnelbanestationer. Stationens metallornament är smidda som blad och grenar, och plattformsmonterade lyktstolpar i form av "metallträd" som symboliserar träden på boulevarden ovanför. Stationen har tre båtformade bänkar där stora blomsterornament reser sig och bär upp lampor och stora skyltar med stationsnamnet skrivet i ett växtliknande typsnitt. Stationen och östra lobbyn har kassettak.

Bilder från stationen
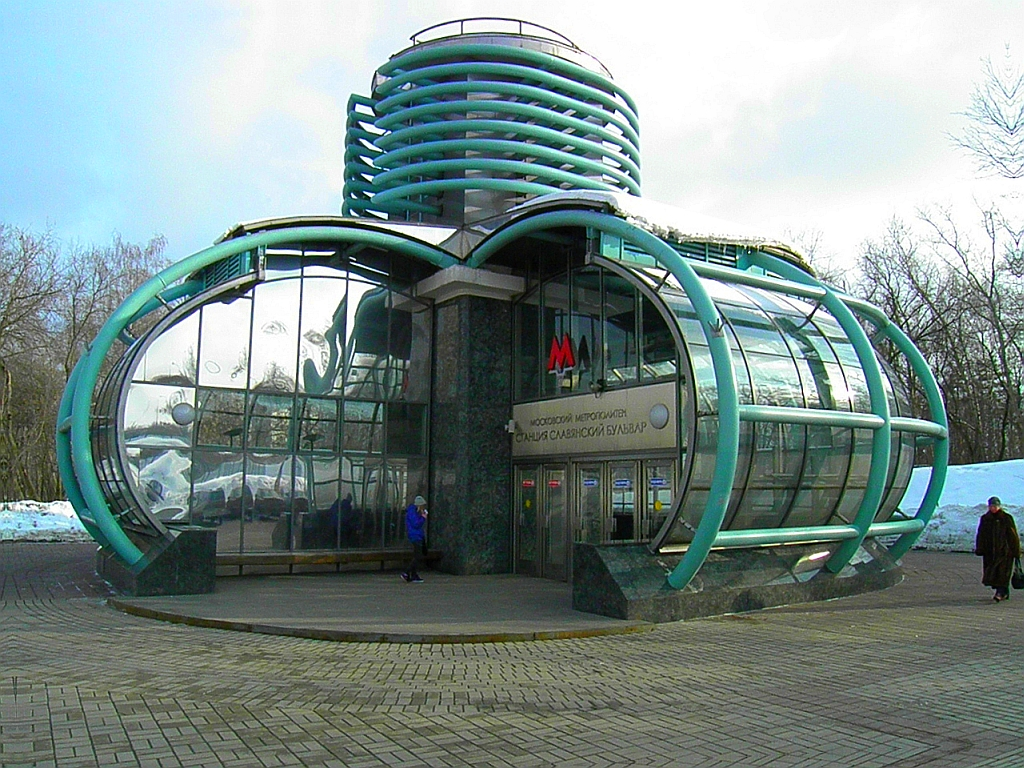
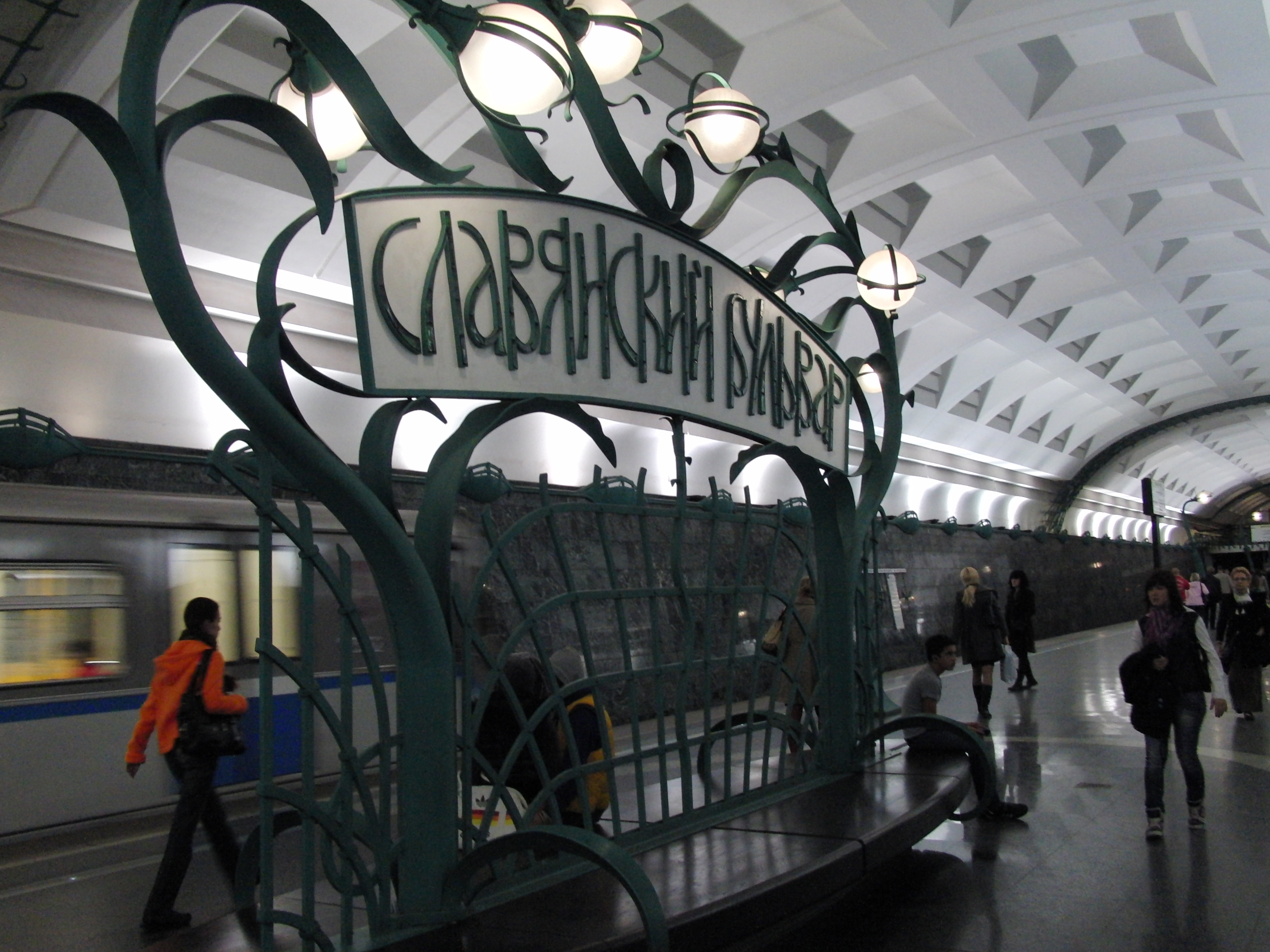
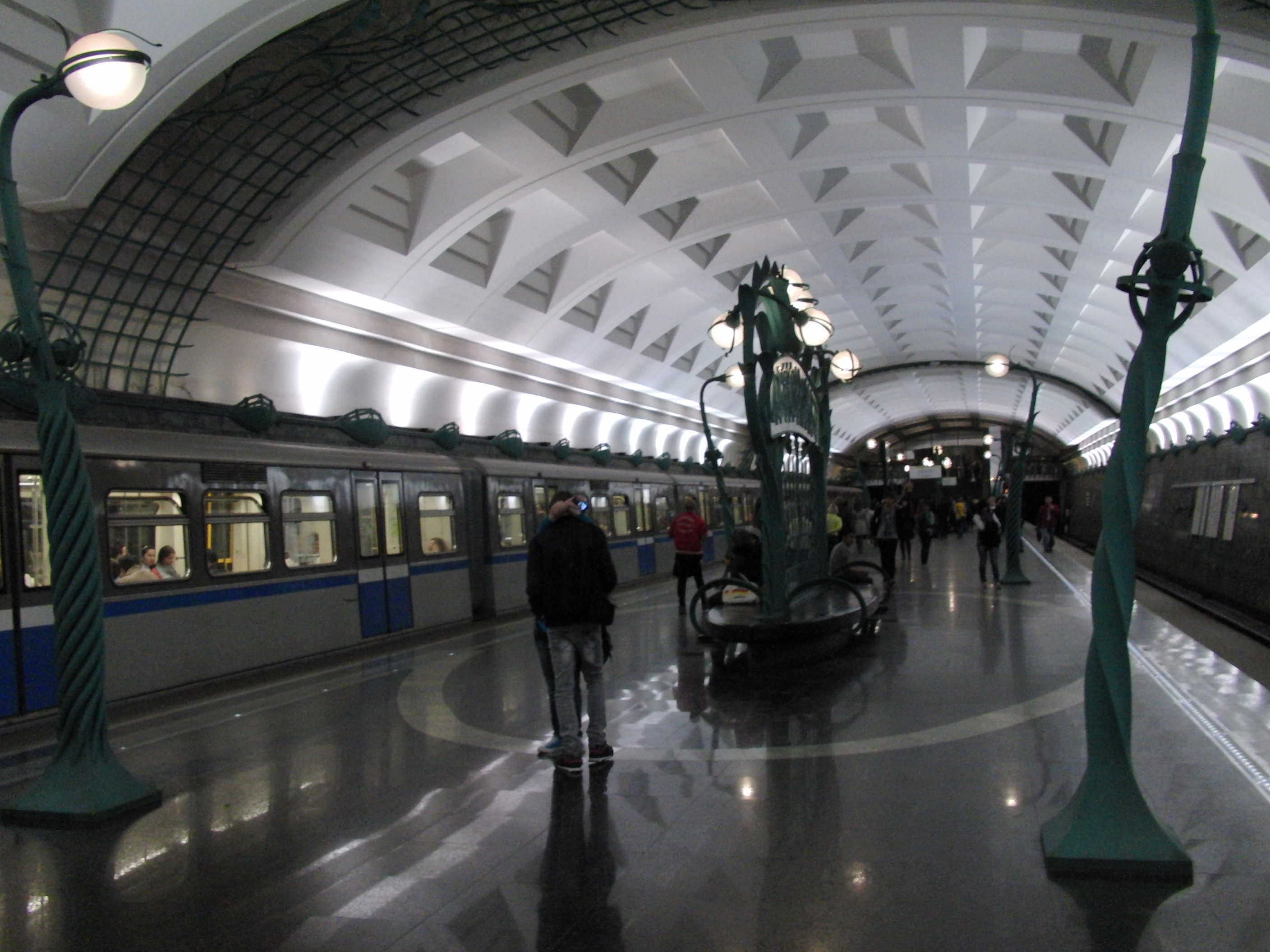